# Trichoclea decepta
Trichoclea decepta är en fjärilsart som beskrevs av Augustus Radcliffe Grote 1883. Trichoclea decepta ingår i släktet Trichoclea och familjen nattflyn. Inga underarter finns listade i Catalogue of Life.